# Тойо-Мару (1916)
Тойо-Мару (Toyo Maru) — транспортне судно, яке під час Другої світової війни взяло участь у операціях японських збройних сил в архіпелазі Бісмарка.
Судно, яке спорудили в 1941 році, належало до транспортів типу 1D.
Відомо, що на початку квітня 1943-го Тойо-Мару перебувало у Рабаулі — головній передовій базі в архіпелазі Бісмарка, з якої здійснювались операції на Соломонових островах та сході Нової Гвінеї. 1 квітня воно вирушило звідси у складі конвою на Палау (великий транспортний хаб на заході Каролінських островів). Під час цього переходу Тойо-Мару загинуло, проте обставини достеменно невідомі. За японськими даними, судно торпедоване й затонуло 8 квітня в районі за шість сотень кілометрів на південний схід від Палау та, відповідно, за тисячу сімсот кілометрів від Рабаула. Втім, цього дня жоден з американських підводних човнів не здійснював тут атак, отож, можливо, інцидент став наслідком внутрішнього вибуху. Окремі дослідники вважають, що це був результат дій підводного човна USS Haddock, проте останній провів свою атаку 3 квітня (за такий час японський конвой ще повинен був перебувати ближче до Рабаулу, аніж до Палау) і діяв цієї доби в районі північніше від Палау. Також існує версія із загибеллю судна 8 квітня, але від повітряної атаки в Рабаулі (в цьому випадку воно не могло прямувати із зазначеним вище конвоєм на Палау).